# Александер фон Лінґельсгайм
Александер фон Лінґельсгайм (нім. Alexander von Lingelsheim; 27 вересня 1874, Арользен — 5 березня 1937, Бреслау ) — німецький фармацевт і ботанік. Його офіційна абревіатура для ботанічного автора — «Lingelsh». 
Александер фон Лінґельсгайм був моряком з 1892 до 1895 року і плавав до Африки та Північної Америки, але після травми вирішив стати фармацевтом. Він пройшов навчання на фармацевта в Єні та Ляйпціґу, яке закінчив у 1900 році. Навчався в Університеті Бреслау, де працював асистентом у ботанічному саду та музеї з 1904 до 1929 року. Він отримав докторський ступінь в Університеті Ростока в 1906 році та викладав ботаніку в Технічному університеті Бреслау в 1910 році. У 1929 році він заснував аптеку в Бреслау, а в 1932 році став доцентом фармації в Університеті Бреслау (де він отримав кваліфікацію професора в 1926 році).
Він написав статтю-довідник про родину маслинових та, зокрема, ясени. Він також опублікував багато праць про лікарські рослини.

## Почесті
3 червня 1920 року (реєстраційний номер 3441) він став членом Леопольдини. Рід лінґельсгаймія (Lingelsheimia) з родини Putranjivaceae названо на його честь (1909).

## Публікації
- Oleaceae. Oleolidae. Fraxinae et Syringeae. In: Adolf Engler: Das Pflanzenreich. Band 72, W. Engelmann, Leipzig 1920

## Вебпосилання
- Польська біографія, Вроцлавський університет
- Бібліографія на стайті IPNI

## Окремі посилання
1. ↑  Rostock Matrikelportal — 2010.
2. ↑   Lotte Burkhardt: Verzeichnis eponymischer Pflanzennamen. Erweiterte Edition. Botanic Garden and Botanical Museum Berlin, Freie Universität Berlin, Berlin 2018.